# Икарије
Икарије (грч. Ikarios) (лат. Icarius) је име једног краља и једног земљорадника из грчких митова.

## Икарије земљорадник
Земљорадник Икарије је био први човек који, добивши саднице винове лозе од бога Диониса, је донео винову лозу у свој родни град Атину, а и у цели свет. Винову лозу му је бог Дионис, као награду дао јер га је он, незнавши да је у питању бог Дионис, погостио када је овај био у пролазу крај његове куће. 
Икарије је и прва жртва пијанства, јер су га убили пастири, када им је дао да пију вино. Непознавајући укус и дејство алкохола, пастири су мислили да им је он дао отров да попију и убили су га. Еригона, Икаријева кћерка, када је сазнала да су јој оца убили извршила је, на гробу свога оца самубиство. Дионис је, сазнавши шта се догодило, примио Еригону у њеног пса Мареа у небо и претворио их у сазвежђе - Девица и Велики пас.

## Икарије спартански краљ
Други Икарије је био син спартанског краља Перијера - Ебал и негове жене Горгофоне.
У младости је, заједно са својим братом Тиндарејем био протеран из Спарте, па су отишли у Акарнанију, где је Икареј постао краљ. Са женом Перибејом је имао кћерку Пенелопу која се удала за Одисеја. 
Одисеј је постао краљ на Итаци и околним острвима које му је Пенелопа донела у мираз.